# Georg Simmel

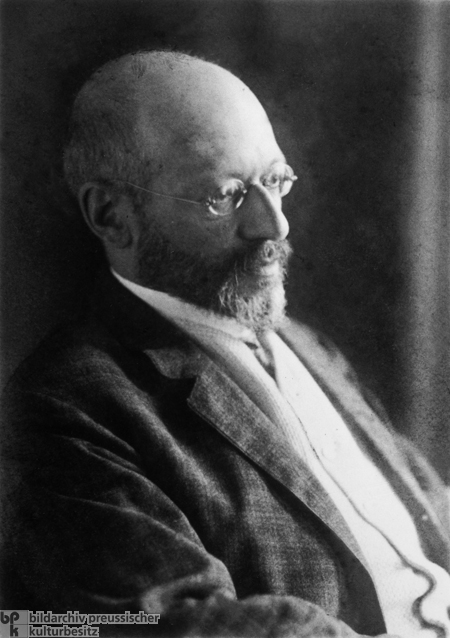
Georg Simmel

Georg Simmel (německy: [ˈzɪməl];1. března 1858 Berlín – 28. září 1918 Štrasburk) byl německý filosof, kritik a sociolog, představitel formální sociologie a filosofie života. Bývá řazen mezi „otce zakladatele“ moderní sociologie. Simmel byl jedním z první generace německých sociologů. Jeho novokantovský přístup položil základy pro sociologický antipozitivismus, který se ptá „Co je společnost?“ v přímé narážce na Kantovu otázku „Co je příroda?“ a který představuje průkopnické analýzy společenské individuality a fragmentace. Podle Simmela kultura odkazuje na „kultivaci jednotlivců prostřednictvím vnějších forem, které byly objeveny v historii“. Simmel diskutoval společenské a kulturní jevy ve smyslu „forem“ a „obsahu“ a také přechodný vztah mezi nimi; forma se stává obsahem a naopak, závisí na kontextu. V tomto smyslu byl předchůdcem strukturálních stylů uvažování ve společenských vědách. S jeho prací o metropoli byl Simmel předchůdcem sociologie města, symbolického interakcionismu a analýzy sociálních sítí.
Simmel znal práce a myšlenky Maxe Webera a na téma osobní povahy psal způsobem, který připomíná sociologický koncept zvaný „ideální typ“. Obecně odmítal akademické standardy, nicméně filozoficky pokrýval témata jako emoce a romantickou lásku. Jak Simmelova, tak i Weberova nepozitivistická teorie ovlivnila eklektickou kritickou teorii frankfurtské školy.
Simmel byl neobyčejně plodný autor, do své smrti v září roku 1918 stihl publikovat 25 knih (z nichž některé přesahovaly 500 stran) a okolo 300 článků, recenzí a jiných textů. Mezi Simmelova nejslavnější díla dnes patří „Problémy filosofie dějin“ (1892), „Filosofie peněz“ (1900), „Metropole a duchovní život“ (1903), „Sociologie“ (1908), „Cizinec“, „Sociální hranice“, „Sociologie smyslů“, „Sociologie prostoru“, „O prostorové projekci společenských forem“ a „Základní otázky sociologie“ (1917). Rozsáhle také psal o filozofii Schopenhauera a Nietzscheho, stejně jako o umění, nepozoruhodněji ve své knize „Rembrandt: esej o filosofii umění“ (1916).

## Život

### Rané dětství a vzdělání
Simmel se narodil v Berlíně jako nejmladší ze sedmi dětí židovského továrníka a strávil zde většinu svého života. V té době Berlín procházel prudkými změnami, které později popsal jeho jediný syn Hans Eugen Simmel:
„1. března roku 1858 se můj otec Georg Simmel narodil v domě, který tvořil severozápadní stranu křižovatky Leipzigerstrasse a Friedrichstrasse. V té době byly tyto ulice stále na západ od starého městského centra, avšak později se staly nejcharakterističtějšími a nejdůležitějšími obchodními ulicemi. Člověk nemohl být víc Berlíňan, místní, než když se narodil na rohu Leipziger- a Friedrichstrasse.“
Jeho otec, Eduard Simmel, konvertoval k římskokatolické církvi, založil úspěšnou továrnu na výrobu čokolády Felix a Sarotti, později Sarotti Confections, a byl prosperujícím obchodníkem. Jeho matka pocházela z židovské rodiny, která konvertovala k luteránské církvi. Georg sám byl pokřtěn jako protestant. V roce 1874, když bylo Simmelovi 16 let, zemřel jeho otec a zanechal mu značné dědictví. Následně byl adoptován hudebním vydavatelem Juliem Friedländerem, zakladatelem mezinárodního hudebního vydavatelství Peters Verlag, který mu pak odkázal velké jmění, takže Simmel byl po celý život hmotně zajištěn.
Studoval filosofii a historii na Humboldtově univerzitě v Berlíně, kde byli jeho učiteli mj. Mommsen, Droysen a Treitschke, psychologové Lazarus, Steinthal a Bastian a filozofové Harms a Zeller. Roku 1881 zde obdržel doktorát za svou diplomovou práci o Kantově filozofii hmoty, jejíž část byla následně publikována jako „The Nature of Matter According to Kant's Physical Monadology“ („Povaha hmoty podle Kantovy fyzické monadologie“). Od roku 1885 zde přednášel filosofii, etiku, psychologii a sociologii jako soukromý docent. Jeho přednášky byly nesmírně oblíbené a inzerovaly se i v novinách.

### Kariéra

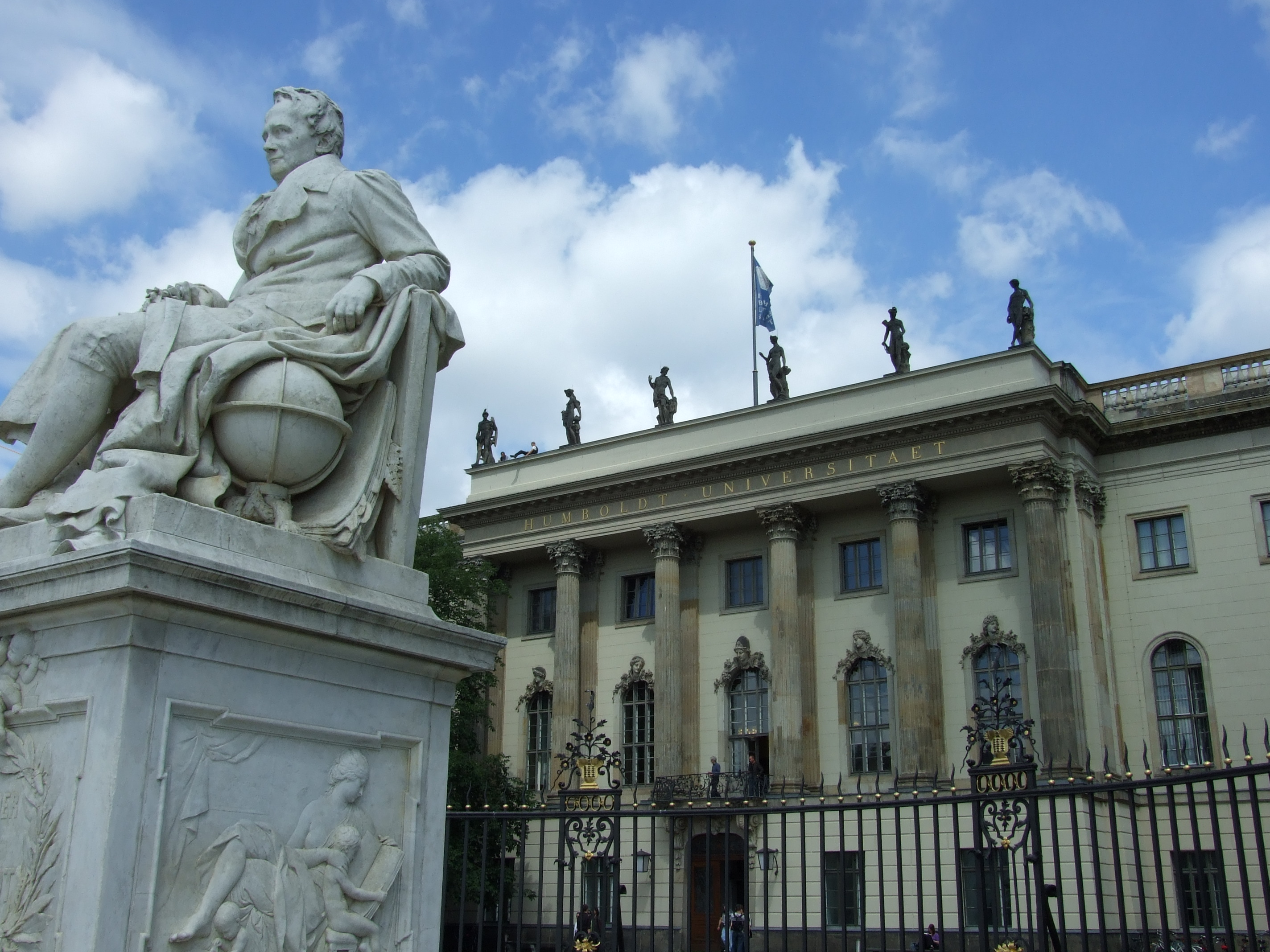
Humboldtova univerzita

Na konci 19. století (1885) se Simmelovi podařilo dosáhnout titulu soukromého docenta a po patnácti letech titulu mimořádného profesora, jímž zůstal ještě dalších patnáct let, aniž by kromě studentských poplatků za přednášky dostával jakýkoli plat. V těchto letech působil na univerzitě v Berlíně, kde kromě filozofie vyučoval i jiné obory. Jeho přednášky byly populární napříč Berlínem, avšak i přes značnou podporu přátel (světoví velikáni jako Max Weber, Stefan George nebo Edmund Husserl) zůstávala jeho akademická kariéra neúspěšná. Především ze dvou hlavních důvodů. Jednak kvůli antisemitismu, který projevovali někteří jeho kolegové, primárně však kvůli jeho jazyku, který se vyznačoval především prakticky odbornými prvky, nikoli vědeckým jazykem. Simmelův způsob vyjadřování proto místy působí jako by byl určen pro širokou veřejnost, jeho kolegové ho proto nepokládali za skutečného vědce.
Simmel ovšem pokračoval ve své práci. Svou práci financoval z dědictví, které mu zanechal jeho ustanovený opatrovník. Nadále se pohyboval v akademických kruzích a stal se spolu s Rudolfem Goldscheidem, Ferdinandem Tönniesem a Maxem Weberem spoluzakladatelem Německé sociologické společnosti.
V roce 1914 mu byl udělen standardní post profesora, ke kterému náleželo místo na univerzitě ve Štrasburku. Simmelovi se však ve Štrasburku příliš nelíbilo. Zanedlouho vypukla první světová válka, všechny akademické aktivity a přednášky byly zastaveny a přednáškové prostory byly přeměněny na vojenské nemocnice. V roce 1915 neúspěšně usiloval o místo na univerzitě v Heidelbergu.
Před první světovou válkou Simmel nejevil zájem o současné dějiny, mnohem víc ho přitahoval vzájemný vztah soudobé filozofie a umění. Avšak po začátku války se začal zaobírat jejím rozkrýváním a dal najevo své postoje. Byl zastáncem vnitřní transformace Německa, objektivní v otázce evropské integrace a kritický k válečné kulturní krizi.

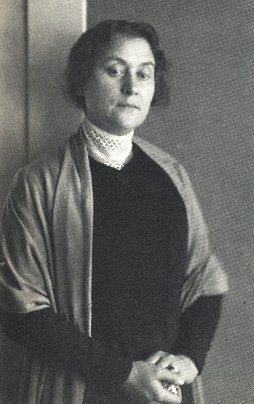
Gertrud Simmel

### Osobní život
Roku 1890 se oženil s malířkou a spisovatelkou Gertrudou Kinel, která publikovala kromě svého jména také pod pseudonymem Marie-Luise Enckendorf. Žili buržoazním životem, jejich domov se stal místem pro kultivovaná shromáždění. Do jejich domu v Charlottenburgu docházeli významní přátelé jako Rainer Maria Rilke, Max Weber, Wilhelm Dilthey, Heinrich Rickert, Edmund Husserl a další. Měli spolu jednoho syna, Hanse Eugena Simmela, který se stal lékařem. Jejich vnučkou byla psycholožka Marianne Simmel. V roce 1917 Simmel přestal číst noviny a odešel do Černého lesa, aby tam dokončil svou knihu. Těsně před koncem první světové války, v roce 1918, zemřel na rakovinu jater (hepatocelulární karcinom) ve Štrasburku.

## Vědecké působení
Simmel byl zpočátku ovlivněn hlavně Kantem, později také Bergsonem. Od filosofie se jeho zájem obrátil k sociologii a psychologii, později se však dále rozšiřoval a v pozdějších letech se zabýval opět hlavně filosofií života a označení sociolog odmítal. Přednášel a psal o Kantovi, o Nietzschem a Schopenhauerovi, ale také o Goethem, o Darwinovi, o moderní kultuře, o pedagogice nebo o Rembrandtovi. Mezi nejslavnější knihy patří jeho „Filosofie peněz“ (1900).
Mezi jeho přímé i nepřímé žáky patřila řada významných osobností, například Martin Buber, Max Scheler, György Lukács, Albert Schweitzer, Ernst Cassirer, George Santayana, Karl Mannheim nebo mladý Ernst Bloch, jehož prostřednictvím Simmel významně ovlivnil pozdější „Frankfurtskou školu“. Od konce 20. let se však začal jeho vliv v Německu potlačovat a nacisté zničili jeho pozůstalost. Simmelovo dědictví tak přežívalo hlavně v USA a teprve v 70. letech se odtud rozšířilo zpátky do Evropy. Od té doby patří mezi klasiky filosofie i sociologie.

## Sociologie G. Simmela
Simmel je pokládán za zakladatele a významného představitele tzv. formální sociologie. Občas se uvádí, že pojem forma, který Simmel zvolil, nebyl dobrou volbou. Pojem forma může vést k pochybnému výkladu slova z hlediska metafyziky a není tak považován za zcela ideální pojem do vědecké sociologie. Někteří sociologové se domnívají, že společenská struktura by lépe vyjádřila význam, který Simmel mínil. Sociologii původně vymezil jako vědu zkoumající formy zespolečenštění. Simmel se tedy nezabýval zkoumáním společnosti jako celku, nevěnoval se minulosti ani neprognózoval budoucnost, čímž se lišil od svých sociologických současníků. Předmětem jeho zájmu byla analýza současného života společnosti, dokázal výborně zachytit prosperující, předválečnou atmosféru Berlína.
Simmel rozlišoval formu a obsah sociálních jevů. Zajímaly ho jen obecné formy vztahů, které nejsou vázány časově ani prostorově. Jsou to např. vztahy nadřízenosti a podřízenosti, nápodoby, dělby práce, konkurence, vytváření stran, reprezentace, vnitřní konsolidace ad. Tyto formy lze nalézt v rozmanitých sociálních skupinách lišících se cíli i významem (stát, hospodářské společenství, rodina, církev, gang atd.) Toto Simmelovo pojetí sociologie bylo v Evropě spíše odmítáno, kriticky na ně reagoval i Masaryk. Ovlivnilo však významně americkou sociologii, zejména takzvanou Chicagskou školu R. Parka. Z jeho prací vychází např. teorie konfliktu nebo sociologie každodennosti.
Aby byl Simmelův inventář sociálních forem kompletní doplnil jej o přehlídku několika sociálních typů. Ve svém díle popisuje takové typy jako „dobrodruh“, „muž uprostřed“, „zprostředkovatel“. Každý typ je dle Simmela spojen s určitým očekáváním druhých. Vztahy s ostatními mu skrze tato očekávání a reakce udělují postavení.

## Dílo
- Die Probleme der Geschichtsphilosophie, 1892 – dějiny společnosti jako dějiny psychických jevů
- Philosophie des Geldes, 1900 – Dílo pojednává o Simmelově pohledu na peníze, které úzce souvisí se společností. Autor zde popisuje, jak společnost a peníze mají vzájemný vztah, jak na sebe působí. Prostřednictvím peněz se zabývá termínem hodnoty, která je charakterizována jako něco, co je dostupné, ale ne všem. Rovněž že věci nemají primární hodnotu, ale hodnotnými se stávají a jsou hodnoceny ze subjektivního pohledu. S využitím protikladů pak poukazuje vliv peněz na mezilidské vztahy a na vytvoření nových sociálních typů.[19]
- Kant, 1903 – porovnávání Kantova pohledu na přírodu i Simmelovu na společnost
- Die Religion, 1906 – zabývá se náboženskými otázkami, ovlivňující chování jednotlivce i společnosti
- Soziologie, 1908 – interakci mezi osobami chápe jako formy, které jsou projevem zespolečenštění
- Schopenhauer und Nietzsche, 1906
- Hauptprobleme der Philosophie, 1910
- Goethe, 1913
- Rembrandt, 1916
- Grundfragen der Soziologie, 1917 – rekapituluje zde ideje ze Sociologie (1908)
- Der Konflikt der modernen Kultur, 1918 – testament, člověk se v moderní společnosti rozvíjí skrze vnějšku a vnitřku kulturních artefaktů[20]
- Lebensanschauung, 1918.

Z pozůstalosti:
- Zur Philosophie der Kunst, 1922
- Vorlesungen über Schulpaedagogik, 1922